# قط أمريكي قصير الشعر
قصير الشعر الأمريكي (بالإنجليزية: American Shorthair، واختصاراً: ASH) هو سلالة من القطط الأليفة يعتقد أنها تنحدر من القطط الأوروبية ووصلت إلى أمريكا الشمالية على سفن المستطونين لحماية بضائعهم القيمة من الفئران والجرذان. وفقاً لجمعية مربي القطط الأمريكية (CFA)، كانت هذه القطة السابعة بين القطط الأصيلة الأكثر شهرةً في الولايات المتحدة سنة 2012.

## التاريخ
عندما أبحر المستوطنون من قارة أوروبا إلى أمريكا الشمالية، حملوا معهم قططاً على متن سفنهم لحماية البضائع من الفئران—على سبيل المثال، القطط التي أخذها المهاجرون على متن سفينة المايفلاور لصيد الفئران على السفينة وفي مستعمرتهم. العديد من هذه القطط وصلت بر العالم الجديد، تهاجنت، وطورت صفاتً خاصةً لتتأقلم مع الحياة الجديدة والمناخ المختلف. في أوائل القرن العشرين، أُسِّسَ برنامج استيلاد انتقائي للوصول إلى أفضل خواصٍّ في هذه القطط.
القط الأمريكي قصير الشعر هو قط أصيل، حيث أن له صفات وخواصّ دقيقة لا يخرج عنها، قام بتحديد هذه الخواص عدد من الجمعيات الأمريكية المهتمة بثقافة تربية القطط كجمعية القط الدولية (TICA) وجمعية مربي القطط. هذه السلالة معترف بها عند جميع الهيئات في أمريكا الشمالية لتسجيل سلالات القطط. كانت هذه القطط تدعى بالأصل قصيرة الشعر الأليفة (بالإنجليزية: Domestic Shorthair)، وتم تغيير اسمها سنة 1966 إلى "قصيرة الشعر الأمريكية" ليوضح اسمها بشكل أفضل أصولها الأمريكية، ولتفريقها عن بقية سلالات القطط قصيرة الشعر. يدعم اسم "قصير الشعر الأمريكي" أيضاً فكرة أن هذه السلالة تعتبر سلالة أصيلة تختلف عن القطط قصيرة الشعر الأليفة غير الأصيلة والمُزَوَّجة بطرق عشوائية، والتي يمكن أن تشبهها شكلاً. كلا السلالتين، قصيرة الشعر الأمريكية وقصيرة الشعر الأليفة يمكن أن يُشَار إليها باستخدام مصطلح "القطط العاملة" لأنها كانت تستعمل للحد من تضخم أعداد القوارض، على متن السفن وفي المزارع. كان القط قصير الشعر الأمريكي من بين الخمس سلالات القطط الأولى التي تم تسجيلها من قبل جمعية مربي القطط عام 1906.

## الأوصاف
رغم أنها ليست قططاً رشيقة للغاية، إلا أن القطط قصيرة الشعر الأمريكية تتمتع بأجسام ضخمة وقوية. وفقاً لمعايير هذه السلالة عند جمعية مربي القطط، قصيرة الشعر الأمريكية هي سلالة قططٍ عاملة بحق. لهذه القطط أوجه مستديرة وآذانٌ قصيرة.
وفقاً لجمعية مربي القطط، هذه السلالة من القطط الأليفة لا تحتاج لعناية فائقة، فهي تتمتع عادةً بصحة جيدة، هادئة، حنونة لمالكيها واجتماعية مع الغرباء. للذكور أجسام أضخم من الإناث بشكل واضح، حيث يزن الذكور البالغين بين 5 و6.8 كغ تقريباً، بينما تزن الإناث بين 2.7 و5.4 كغ تقريباً عندما يتممن بلوغهن بعد إكمالهن عمر الثلاث أو أربع سنوات. مع نظام غذائي جيد والكثير من الاهتمام، الحب والرعاية، يمكن أن تعيش هذه القطط 15 سنة أو حتى أطول، بشرط تطعيمها سنوياً وإجراء فحوصات بيطرية بشكل متكرر. تمتلك هذه القطط أجساماً ذات بنية صلبة، قوية، وعضلية، مع أكتاف، صدور وخلفيات مُتطورة تماماً.
القطط قصيرة الشعر الأمريكية يُعرف لها أكثر من ثمانين لوناً ونمطاً تتراوح بين العتابيّة البُنيّة المُرقّعة وحتى البيضاء ذات العيون الزرقاء، وبين الفضية المدرجة والرمادية وحتى الكاليكوية، والعديد من الألوان الأخرى. بعضها حتى يأتي بألوان داكنة كالأسود، البني وخليط بين هذا وذاك. بشكل عام، فقط القطط قصيرة الشعر الأمريكية التي أحد والديها من سلالة مختلفة (تهجين) لا يمكن أن تظهر بلون الشوكولاتة، السَمُّوري، الأرجواني، الليلكي أو بالشكل المنقط كما في القطط السياميَّة.

## وصلات خارجية
- قط أمريكي قصير الشعر على مشروع الدليل المفتوح